# 1. tisućljeće pr. Kr.
◄ | 2. tisućljeće pr. Kr. | 1. tisucljeće pr. Kr. | 1. tisućljeće | ►
10. stoljeće pr. Kr. | 9. stoljeće pr. Kr. | 8. stoljeće pr. Kr. | 7. stoljeće pr. Kr. | 6. stoljeće pr. Kr. | 5. stoljeće pr. Kr. | 4. stoljeće pr. Kr. | 3. stoljeće pr. Kr. | 2. stoljeće pr. Kr. | 1. stoljeće pr. Kr.
1. tisućljeće pr. Kr. je je razdoblje od 1000. pr. Kr. do 1. pr. Kr..

## Razdoblja
- 800. pr. Kr.: U Srednjoj Europi završava brončano doba i počinje starije željezno doba.
- 400. pr. Kr.: U Srednjoj Europi završava starije željezno doba, i počinje mlađe željezno doba, prema nalazištu La Tene nazvano latensko doba (do oko 30./15. pr. n. e.)

## Glavni događaji i razvoji
- Piše se Stari zavjet.
- Nastanjivanje raznorodnih plemena u krajevima između Alpa, po Apeninskom poluotoku i Siciliji, preci današnjih Talijana. Završenog potiskivanje Ligura i Ilira iz tih krajeva.
- oko 1000. pr. Kr.: Pojavljuju se Iberi.
- oko 1000. pr. Kr.: Počinje grčko koloniziranje Egeja, obala Male Azije i Crnog mora, Sicilije i južne Italije, do oko 500. pr. Kr.
- oko 1000. pr. Kr.: Početci etruščanske kulture, procvat oko 600. pr. Kr.
- 753. pr. Kr.: Osnivanje Rima, „vječnog grada”.
- oko 550. pr. Kr.: osnutak i brzo širenje Perzijskog Carstva Azijom, Afrikom i Europom.
- oko 515. pr. Kr.: početak gradnje Perzepolisa.
- oko 509. pr. Kr.: stvorena Rimska Republika.
- oko 500. pr. Kr.: oblikuju se altajski jezici.
- oko 500. pr. Kr.: razvija se Budizam.
- oko 500. pr. Kr.: Kelti prodiru u sjevernu Španjolsku.
- oko 400. pr. Kr.: Grčki filozof Demokrit razmišlja o građi materije - uvodi pojam atoma.
- 214. pr. Kr.: kineski car Čin Ši Huangdi daje graditi prve međusobno povezane dijelove Kineskog zida.
- oko 200. pr. Kr.: Kelti dostižu najveću rasprostranjenost.
- 2./1. tisućljeće pr. Kr.: Rimsko Carstvo pobjeđuje konkurenta Kartagu, osvaja preostale dijadoške države i ovladava cijelim Sredozemljem.
- U vrijeme Dinastije Zhou (od oko 1045. do 256. pr. Kr.) u Kini ovladavaju tehnikom ljevanja željeza.

## Važnije osobe
- vjerojatno 8. stoljeće pr. Kr.: Homer, grčki pjesnik
- 6./5. stoljeće pr. Kr.: Konfucije, kineski filozof.
- 6. stoljeće pr. Kr.: Kir Veliki, vojskovođa, zakonodavac i osnivač Perzijskog Carstva.
- 6./5. stoljeće pr. Kr.: Darije I. Veliki, perzijski vladar
- 6./5. stoljeće pr. Kr.: Buda, filozof iz južnog Nepala/sjeverne Indije
- 5./4. stoljeće pr. Kr.: Sokrat, grčki filozof
- 5./4. stoljeće pr. Kr.: Hipokrat, grčki liječnik
- 4. stoljeće pr. Kr.: Platon, grčki filozof
- 4. stoljeće pr. Kr.: Aristotel, grčki filozof
- 4. stoljeće pr. Kr.: Aleksandar Veliki, makedonski kralj i vojskovođa
- 3. stoljeće pr. Kr.: Arhimed, grčki matematičar
- 3. stoljeće pr. Kr.: Čin Ši Huangdi, osnivač Kineskog Carstva i graditelj Kineskog zida
- 1. stoljeće pr. Kr.: Julije Cezar, rimski državnik, vojskovođa i pisac

## Vanjske poveznice
|  | Zajednički poslužitelj ima još gradiva o temi 1. tisućljeće pr. Kr. |